# Kærum
Kærum er en landsby beliggende mellem Assens og Ebberup i Assens Kommune. Der ligger en børnehave og en kirke i Kærum.
55°15′32″N 9°56′46″Ø / 55.2589°N 9.9462°Ø